# Complexo Étnico da Serra das Matas
O Complexo Étnico da Serra das Matasé uma área etnográfica indígena composta por 17 aldeias nos municípios cearenses de Monsenhor Tabosa e Tamboril. É habitada por uma população de cerca de 1500 indígenas, divididos nas etnias Potyguara, Tabajara, Gavião e Tubiba-Tapuia.